# Finali di torre
|   | a                                                                            | b                                                                            | c                                                                            | d                                                                            | e                                                                            | f                                                                            | g                                                                            | h                                                                            |   |
| 8 | f7 pedone del nero · g5 re del nero · e4 re del bianco · e2 torre del bianco | f7 pedone del nero · g5 re del nero · e4 re del bianco · e2 torre del bianco | f7 pedone del nero · g5 re del nero · e4 re del bianco · e2 torre del bianco | f7 pedone del nero · g5 re del nero · e4 re del bianco · e2 torre del bianco | f7 pedone del nero · g5 re del nero · e4 re del bianco · e2 torre del bianco | f7 pedone del nero · g5 re del nero · e4 re del bianco · e2 torre del bianco | f7 pedone del nero · g5 re del nero · e4 re del bianco · e2 torre del bianco | f7 pedone del nero · g5 re del nero · e4 re del bianco · e2 torre del bianco | 8 |
| 7 | f7 pedone del nero · g5 re del nero · e4 re del bianco · e2 torre del bianco | f7 pedone del nero · g5 re del nero · e4 re del bianco · e2 torre del bianco | f7 pedone del nero · g5 re del nero · e4 re del bianco · e2 torre del bianco | f7 pedone del nero · g5 re del nero · e4 re del bianco · e2 torre del bianco | f7 pedone del nero · g5 re del nero · e4 re del bianco · e2 torre del bianco | f7 pedone del nero · g5 re del nero · e4 re del bianco · e2 torre del bianco | f7 pedone del nero · g5 re del nero · e4 re del bianco · e2 torre del bianco | f7 pedone del nero · g5 re del nero · e4 re del bianco · e2 torre del bianco | 7 |
| 6 | f7 pedone del nero · g5 re del nero · e4 re del bianco · e2 torre del bianco | f7 pedone del nero · g5 re del nero · e4 re del bianco · e2 torre del bianco | f7 pedone del nero · g5 re del nero · e4 re del bianco · e2 torre del bianco | f7 pedone del nero · g5 re del nero · e4 re del bianco · e2 torre del bianco | f7 pedone del nero · g5 re del nero · e4 re del bianco · e2 torre del bianco | f7 pedone del nero · g5 re del nero · e4 re del bianco · e2 torre del bianco | f7 pedone del nero · g5 re del nero · e4 re del bianco · e2 torre del bianco | f7 pedone del nero · g5 re del nero · e4 re del bianco · e2 torre del bianco | 6 |
| 5 | f7 pedone del nero · g5 re del nero · e4 re del bianco · e2 torre del bianco | f7 pedone del nero · g5 re del nero · e4 re del bianco · e2 torre del bianco | f7 pedone del nero · g5 re del nero · e4 re del bianco · e2 torre del bianco | f7 pedone del nero · g5 re del nero · e4 re del bianco · e2 torre del bianco | f7 pedone del nero · g5 re del nero · e4 re del bianco · e2 torre del bianco | f7 pedone del nero · g5 re del nero · e4 re del bianco · e2 torre del bianco | f7 pedone del nero · g5 re del nero · e4 re del bianco · e2 torre del bianco | f7 pedone del nero · g5 re del nero · e4 re del bianco · e2 torre del bianco | 5 |
| 4 | f7 pedone del nero · g5 re del nero · e4 re del bianco · e2 torre del bianco | f7 pedone del nero · g5 re del nero · e4 re del bianco · e2 torre del bianco | f7 pedone del nero · g5 re del nero · e4 re del bianco · e2 torre del bianco | f7 pedone del nero · g5 re del nero · e4 re del bianco · e2 torre del bianco | f7 pedone del nero · g5 re del nero · e4 re del bianco · e2 torre del bianco | f7 pedone del nero · g5 re del nero · e4 re del bianco · e2 torre del bianco | f7 pedone del nero · g5 re del nero · e4 re del bianco · e2 torre del bianco | f7 pedone del nero · g5 re del nero · e4 re del bianco · e2 torre del bianco | 4 |
| 3 | f7 pedone del nero · g5 re del nero · e4 re del bianco · e2 torre del bianco | f7 pedone del nero · g5 re del nero · e4 re del bianco · e2 torre del bianco | f7 pedone del nero · g5 re del nero · e4 re del bianco · e2 torre del bianco | f7 pedone del nero · g5 re del nero · e4 re del bianco · e2 torre del bianco | f7 pedone del nero · g5 re del nero · e4 re del bianco · e2 torre del bianco | f7 pedone del nero · g5 re del nero · e4 re del bianco · e2 torre del bianco | f7 pedone del nero · g5 re del nero · e4 re del bianco · e2 torre del bianco | f7 pedone del nero · g5 re del nero · e4 re del bianco · e2 torre del bianco | 3 |
| 2 | f7 pedone del nero · g5 re del nero · e4 re del bianco · e2 torre del bianco | f7 pedone del nero · g5 re del nero · e4 re del bianco · e2 torre del bianco | f7 pedone del nero · g5 re del nero · e4 re del bianco · e2 torre del bianco | f7 pedone del nero · g5 re del nero · e4 re del bianco · e2 torre del bianco | f7 pedone del nero · g5 re del nero · e4 re del bianco · e2 torre del bianco | f7 pedone del nero · g5 re del nero · e4 re del bianco · e2 torre del bianco | f7 pedone del nero · g5 re del nero · e4 re del bianco · e2 torre del bianco | f7 pedone del nero · g5 re del nero · e4 re del bianco · e2 torre del bianco | 2 |
| 1 | f7 pedone del nero · g5 re del nero · e4 re del bianco · e2 torre del bianco | f7 pedone del nero · g5 re del nero · e4 re del bianco · e2 torre del bianco | f7 pedone del nero · g5 re del nero · e4 re del bianco · e2 torre del bianco | f7 pedone del nero · g5 re del nero · e4 re del bianco · e2 torre del bianco | f7 pedone del nero · g5 re del nero · e4 re del bianco · e2 torre del bianco | f7 pedone del nero · g5 re del nero · e4 re del bianco · e2 torre del bianco | f7 pedone del nero · g5 re del nero · e4 re del bianco · e2 torre del bianco | f7 pedone del nero · g5 re del nero · e4 re del bianco · e2 torre del bianco | 1 |
|   | a                                                                            | b                                                                            | c                                                                            | d                                                                            | e                                                                            | f                                                                            | g                                                                            | h                                                                            |   |

Negli scacchi, per finale di torre si intende un finale in cui, oltre ai due re, siano rimasti sulla scacchiera solamente delle torri di uno o entrambi gli schieramenti e dei pedoni. Questo tipo di finali è, insieme ai finali di soli pedoni, il più comune nella pratica: questo accade perché nella maggior parte delle partite, le torri sono gli ultimi pezzi ad entrare in gioco, e quindi spesso gli ultimi a rimanere.
Si tratta inoltre di finali nel complesso abbastanza teorizzati, sia per la loro frequente apparizione sia per la relativa semplicità rispetto ad altri finali come ad esempio quelli di donna.

## Re e torre contro re
|   | a                                                       | b                                                       | c                                                       | d                                                       | e                                                       | f                                                       | g                                                       | h                                                       |   |
| 8 | g5 re del nero · e4 re del bianco · e2 torre del bianco | g5 re del nero · e4 re del bianco · e2 torre del bianco | g5 re del nero · e4 re del bianco · e2 torre del bianco | g5 re del nero · e4 re del bianco · e2 torre del bianco | g5 re del nero · e4 re del bianco · e2 torre del bianco | g5 re del nero · e4 re del bianco · e2 torre del bianco | g5 re del nero · e4 re del bianco · e2 torre del bianco | g5 re del nero · e4 re del bianco · e2 torre del bianco | 8 |
| 7 | g5 re del nero · e4 re del bianco · e2 torre del bianco | g5 re del nero · e4 re del bianco · e2 torre del bianco | g5 re del nero · e4 re del bianco · e2 torre del bianco | g5 re del nero · e4 re del bianco · e2 torre del bianco | g5 re del nero · e4 re del bianco · e2 torre del bianco | g5 re del nero · e4 re del bianco · e2 torre del bianco | g5 re del nero · e4 re del bianco · e2 torre del bianco | g5 re del nero · e4 re del bianco · e2 torre del bianco | 7 |
| 6 | g5 re del nero · e4 re del bianco · e2 torre del bianco | g5 re del nero · e4 re del bianco · e2 torre del bianco | g5 re del nero · e4 re del bianco · e2 torre del bianco | g5 re del nero · e4 re del bianco · e2 torre del bianco | g5 re del nero · e4 re del bianco · e2 torre del bianco | g5 re del nero · e4 re del bianco · e2 torre del bianco | g5 re del nero · e4 re del bianco · e2 torre del bianco | g5 re del nero · e4 re del bianco · e2 torre del bianco | 6 |
| 5 | g5 re del nero · e4 re del bianco · e2 torre del bianco | g5 re del nero · e4 re del bianco · e2 torre del bianco | g5 re del nero · e4 re del bianco · e2 torre del bianco | g5 re del nero · e4 re del bianco · e2 torre del bianco | g5 re del nero · e4 re del bianco · e2 torre del bianco | g5 re del nero · e4 re del bianco · e2 torre del bianco | g5 re del nero · e4 re del bianco · e2 torre del bianco | g5 re del nero · e4 re del bianco · e2 torre del bianco | 5 |
| 4 | g5 re del nero · e4 re del bianco · e2 torre del bianco | g5 re del nero · e4 re del bianco · e2 torre del bianco | g5 re del nero · e4 re del bianco · e2 torre del bianco | g5 re del nero · e4 re del bianco · e2 torre del bianco | g5 re del nero · e4 re del bianco · e2 torre del bianco | g5 re del nero · e4 re del bianco · e2 torre del bianco | g5 re del nero · e4 re del bianco · e2 torre del bianco | g5 re del nero · e4 re del bianco · e2 torre del bianco | 4 |
| 3 | g5 re del nero · e4 re del bianco · e2 torre del bianco | g5 re del nero · e4 re del bianco · e2 torre del bianco | g5 re del nero · e4 re del bianco · e2 torre del bianco | g5 re del nero · e4 re del bianco · e2 torre del bianco | g5 re del nero · e4 re del bianco · e2 torre del bianco | g5 re del nero · e4 re del bianco · e2 torre del bianco | g5 re del nero · e4 re del bianco · e2 torre del bianco | g5 re del nero · e4 re del bianco · e2 torre del bianco | 3 |
| 2 | g5 re del nero · e4 re del bianco · e2 torre del bianco | g5 re del nero · e4 re del bianco · e2 torre del bianco | g5 re del nero · e4 re del bianco · e2 torre del bianco | g5 re del nero · e4 re del bianco · e2 torre del bianco | g5 re del nero · e4 re del bianco · e2 torre del bianco | g5 re del nero · e4 re del bianco · e2 torre del bianco | g5 re del nero · e4 re del bianco · e2 torre del bianco | g5 re del nero · e4 re del bianco · e2 torre del bianco | 2 |
| 1 | g5 re del nero · e4 re del bianco · e2 torre del bianco | g5 re del nero · e4 re del bianco · e2 torre del bianco | g5 re del nero · e4 re del bianco · e2 torre del bianco | g5 re del nero · e4 re del bianco · e2 torre del bianco | g5 re del nero · e4 re del bianco · e2 torre del bianco | g5 re del nero · e4 re del bianco · e2 torre del bianco | g5 re del nero · e4 re del bianco · e2 torre del bianco | g5 re del nero · e4 re del bianco · e2 torre del bianco | 1 |
|   | a                                                       | b                                                       | c                                                       | d                                                       | e                                                       | f                                                       | g                                                       | h                                                       |   |

Un finale re e torre contro re può sempre essere vinto dal giocatore che controlla la torre.
La strategia generale è usare la torre per costringere il re avversario sempre più vicino al bordo: in mancanza di errori da parte del conducente del solo re, per ottenere questo è necessario costringere il re avversario a trovarsi in opposizione al proprio re, e poi guadagnare un'altra traversa avanzando la torre. Quando il re si trova in ultima traversa, si potrà finalmente dare scacco matto.
|   | a                                                       | b                                                       | c                                                       | d                                                       | e                                                       | f                                                       | g                                                       | h                                                       |   |
| 8 | g8 re del nero · e7 re del bianco · f2 torre del bianco | g8 re del nero · e7 re del bianco · f2 torre del bianco | g8 re del nero · e7 re del bianco · f2 torre del bianco | g8 re del nero · e7 re del bianco · f2 torre del bianco | g8 re del nero · e7 re del bianco · f2 torre del bianco | g8 re del nero · e7 re del bianco · f2 torre del bianco | g8 re del nero · e7 re del bianco · f2 torre del bianco | g8 re del nero · e7 re del bianco · f2 torre del bianco | 8 |
| 7 | g8 re del nero · e7 re del bianco · f2 torre del bianco | g8 re del nero · e7 re del bianco · f2 torre del bianco | g8 re del nero · e7 re del bianco · f2 torre del bianco | g8 re del nero · e7 re del bianco · f2 torre del bianco | g8 re del nero · e7 re del bianco · f2 torre del bianco | g8 re del nero · e7 re del bianco · f2 torre del bianco | g8 re del nero · e7 re del bianco · f2 torre del bianco | g8 re del nero · e7 re del bianco · f2 torre del bianco | 7 |
| 6 | g8 re del nero · e7 re del bianco · f2 torre del bianco | g8 re del nero · e7 re del bianco · f2 torre del bianco | g8 re del nero · e7 re del bianco · f2 torre del bianco | g8 re del nero · e7 re del bianco · f2 torre del bianco | g8 re del nero · e7 re del bianco · f2 torre del bianco | g8 re del nero · e7 re del bianco · f2 torre del bianco | g8 re del nero · e7 re del bianco · f2 torre del bianco | g8 re del nero · e7 re del bianco · f2 torre del bianco | 6 |
| 5 | g8 re del nero · e7 re del bianco · f2 torre del bianco | g8 re del nero · e7 re del bianco · f2 torre del bianco | g8 re del nero · e7 re del bianco · f2 torre del bianco | g8 re del nero · e7 re del bianco · f2 torre del bianco | g8 re del nero · e7 re del bianco · f2 torre del bianco | g8 re del nero · e7 re del bianco · f2 torre del bianco | g8 re del nero · e7 re del bianco · f2 torre del bianco | g8 re del nero · e7 re del bianco · f2 torre del bianco | 5 |
| 4 | g8 re del nero · e7 re del bianco · f2 torre del bianco | g8 re del nero · e7 re del bianco · f2 torre del bianco | g8 re del nero · e7 re del bianco · f2 torre del bianco | g8 re del nero · e7 re del bianco · f2 torre del bianco | g8 re del nero · e7 re del bianco · f2 torre del bianco | g8 re del nero · e7 re del bianco · f2 torre del bianco | g8 re del nero · e7 re del bianco · f2 torre del bianco | g8 re del nero · e7 re del bianco · f2 torre del bianco | 4 |
| 3 | g8 re del nero · e7 re del bianco · f2 torre del bianco | g8 re del nero · e7 re del bianco · f2 torre del bianco | g8 re del nero · e7 re del bianco · f2 torre del bianco | g8 re del nero · e7 re del bianco · f2 torre del bianco | g8 re del nero · e7 re del bianco · f2 torre del bianco | g8 re del nero · e7 re del bianco · f2 torre del bianco | g8 re del nero · e7 re del bianco · f2 torre del bianco | g8 re del nero · e7 re del bianco · f2 torre del bianco | 3 |
| 2 | g8 re del nero · e7 re del bianco · f2 torre del bianco | g8 re del nero · e7 re del bianco · f2 torre del bianco | g8 re del nero · e7 re del bianco · f2 torre del bianco | g8 re del nero · e7 re del bianco · f2 torre del bianco | g8 re del nero · e7 re del bianco · f2 torre del bianco | g8 re del nero · e7 re del bianco · f2 torre del bianco | g8 re del nero · e7 re del bianco · f2 torre del bianco | g8 re del nero · e7 re del bianco · f2 torre del bianco | 2 |
| 1 | g8 re del nero · e7 re del bianco · f2 torre del bianco | g8 re del nero · e7 re del bianco · f2 torre del bianco | g8 re del nero · e7 re del bianco · f2 torre del bianco | g8 re del nero · e7 re del bianco · f2 torre del bianco | g8 re del nero · e7 re del bianco · f2 torre del bianco | g8 re del nero · e7 re del bianco · f2 torre del bianco | g8 re del nero · e7 re del bianco · f2 torre del bianco | g8 re del nero · e7 re del bianco · f2 torre del bianco | 1 |
|   | a                                                       | b                                                       | c                                                       | d                                                       | e                                                       | f                                                       | g                                                       | h                                                       |   |

Ad esempio, nella posizione illustrata nel diagramma 1, la prima mossa necessaria è 1.Tf2: in tal caso, se il re nero si avvicina alla torre si potrà giocare 2.Tg2+ guadagnando una traversa, mentre in caso contrario (ad esempio 1...Rg6) si avanzerà il re, continuando fino ad arrivare ad una posizione del tipo mostrato nel diagramma 2 ottenuta con le mosse:
2.Re5 Rg7 
3.Re6 Rg8 
4.Re7
dove il re nemico può scegliere soltanto se andare sulla colonna h di sua spontanea volontà oppure esservi costretto dopo le mosse 4...Rg7 5.Tg2+.
Allo stesso modo, eventualmente con una mossa di attesa da parte della torre, si può forzare il re nero a trovarsi in opposizione sull'ultima traversa: a quel punto lo scacco sarà matto.

### Stallo
|   | a                                                       | b                                                       | c                                                       | d                                                       | e                                                       | f                                                       | g                                                       | h                                                       |   |
| 8 | h8 re del nero · f7 re del bianco · g1 torre del bianco | h8 re del nero · f7 re del bianco · g1 torre del bianco | h8 re del nero · f7 re del bianco · g1 torre del bianco | h8 re del nero · f7 re del bianco · g1 torre del bianco | h8 re del nero · f7 re del bianco · g1 torre del bianco | h8 re del nero · f7 re del bianco · g1 torre del bianco | h8 re del nero · f7 re del bianco · g1 torre del bianco | h8 re del nero · f7 re del bianco · g1 torre del bianco | 8 |
| 7 | h8 re del nero · f7 re del bianco · g1 torre del bianco | h8 re del nero · f7 re del bianco · g1 torre del bianco | h8 re del nero · f7 re del bianco · g1 torre del bianco | h8 re del nero · f7 re del bianco · g1 torre del bianco | h8 re del nero · f7 re del bianco · g1 torre del bianco | h8 re del nero · f7 re del bianco · g1 torre del bianco | h8 re del nero · f7 re del bianco · g1 torre del bianco | h8 re del nero · f7 re del bianco · g1 torre del bianco | 7 |
| 6 | h8 re del nero · f7 re del bianco · g1 torre del bianco | h8 re del nero · f7 re del bianco · g1 torre del bianco | h8 re del nero · f7 re del bianco · g1 torre del bianco | h8 re del nero · f7 re del bianco · g1 torre del bianco | h8 re del nero · f7 re del bianco · g1 torre del bianco | h8 re del nero · f7 re del bianco · g1 torre del bianco | h8 re del nero · f7 re del bianco · g1 torre del bianco | h8 re del nero · f7 re del bianco · g1 torre del bianco | 6 |
| 5 | h8 re del nero · f7 re del bianco · g1 torre del bianco | h8 re del nero · f7 re del bianco · g1 torre del bianco | h8 re del nero · f7 re del bianco · g1 torre del bianco | h8 re del nero · f7 re del bianco · g1 torre del bianco | h8 re del nero · f7 re del bianco · g1 torre del bianco | h8 re del nero · f7 re del bianco · g1 torre del bianco | h8 re del nero · f7 re del bianco · g1 torre del bianco | h8 re del nero · f7 re del bianco · g1 torre del bianco | 5 |
| 4 | h8 re del nero · f7 re del bianco · g1 torre del bianco | h8 re del nero · f7 re del bianco · g1 torre del bianco | h8 re del nero · f7 re del bianco · g1 torre del bianco | h8 re del nero · f7 re del bianco · g1 torre del bianco | h8 re del nero · f7 re del bianco · g1 torre del bianco | h8 re del nero · f7 re del bianco · g1 torre del bianco | h8 re del nero · f7 re del bianco · g1 torre del bianco | h8 re del nero · f7 re del bianco · g1 torre del bianco | 4 |
| 3 | h8 re del nero · f7 re del bianco · g1 torre del bianco | h8 re del nero · f7 re del bianco · g1 torre del bianco | h8 re del nero · f7 re del bianco · g1 torre del bianco | h8 re del nero · f7 re del bianco · g1 torre del bianco | h8 re del nero · f7 re del bianco · g1 torre del bianco | h8 re del nero · f7 re del bianco · g1 torre del bianco | h8 re del nero · f7 re del bianco · g1 torre del bianco | h8 re del nero · f7 re del bianco · g1 torre del bianco | 3 |
| 2 | h8 re del nero · f7 re del bianco · g1 torre del bianco | h8 re del nero · f7 re del bianco · g1 torre del bianco | h8 re del nero · f7 re del bianco · g1 torre del bianco | h8 re del nero · f7 re del bianco · g1 torre del bianco | h8 re del nero · f7 re del bianco · g1 torre del bianco | h8 re del nero · f7 re del bianco · g1 torre del bianco | h8 re del nero · f7 re del bianco · g1 torre del bianco | h8 re del nero · f7 re del bianco · g1 torre del bianco | 2 |
| 1 | h8 re del nero · f7 re del bianco · g1 torre del bianco | h8 re del nero · f7 re del bianco · g1 torre del bianco | h8 re del nero · f7 re del bianco · g1 torre del bianco | h8 re del nero · f7 re del bianco · g1 torre del bianco | h8 re del nero · f7 re del bianco · g1 torre del bianco | h8 re del nero · f7 re del bianco · g1 torre del bianco | h8 re del nero · f7 re del bianco · g1 torre del bianco | h8 re del nero · f7 re del bianco · g1 torre del bianco | 1 |
|   | a                                                       | b                                                       | c                                                       | d                                                       | e                                                       | f                                                       | g                                                       | h                                                       |   |

L'unica possibilità di stallo in questo finale si può avere nel caso di un grave errore da parte del conducente della torre: ad esempio nella posizione qui riportata, dopo la mossa 1.Tg7??, il Nero sarebbe impossibilitato a muovere il suo re, guadagnando in questo modo la patta. Si noti, comunque, che la mossa 1.Th1 permetterebbe la vittoria.

## Re e torre contro re e pedoni

### 1 pedone
|   | a                                                                            | b                                                                            | c                                                                            | d                                                                            | e                                                                            | f                                                                            | g                                                                            | h                                                                            |   |
| 8 | d8 torre del bianco · h8 re del bianco · d2 pedone del nero · e2 re del nero | d8 torre del bianco · h8 re del bianco · d2 pedone del nero · e2 re del nero | d8 torre del bianco · h8 re del bianco · d2 pedone del nero · e2 re del nero | d8 torre del bianco · h8 re del bianco · d2 pedone del nero · e2 re del nero | d8 torre del bianco · h8 re del bianco · d2 pedone del nero · e2 re del nero | d8 torre del bianco · h8 re del bianco · d2 pedone del nero · e2 re del nero | d8 torre del bianco · h8 re del bianco · d2 pedone del nero · e2 re del nero | d8 torre del bianco · h8 re del bianco · d2 pedone del nero · e2 re del nero | 8 |
| 7 | d8 torre del bianco · h8 re del bianco · d2 pedone del nero · e2 re del nero | d8 torre del bianco · h8 re del bianco · d2 pedone del nero · e2 re del nero | d8 torre del bianco · h8 re del bianco · d2 pedone del nero · e2 re del nero | d8 torre del bianco · h8 re del bianco · d2 pedone del nero · e2 re del nero | d8 torre del bianco · h8 re del bianco · d2 pedone del nero · e2 re del nero | d8 torre del bianco · h8 re del bianco · d2 pedone del nero · e2 re del nero | d8 torre del bianco · h8 re del bianco · d2 pedone del nero · e2 re del nero | d8 torre del bianco · h8 re del bianco · d2 pedone del nero · e2 re del nero | 7 |
| 6 | d8 torre del bianco · h8 re del bianco · d2 pedone del nero · e2 re del nero | d8 torre del bianco · h8 re del bianco · d2 pedone del nero · e2 re del nero | d8 torre del bianco · h8 re del bianco · d2 pedone del nero · e2 re del nero | d8 torre del bianco · h8 re del bianco · d2 pedone del nero · e2 re del nero | d8 torre del bianco · h8 re del bianco · d2 pedone del nero · e2 re del nero | d8 torre del bianco · h8 re del bianco · d2 pedone del nero · e2 re del nero | d8 torre del bianco · h8 re del bianco · d2 pedone del nero · e2 re del nero | d8 torre del bianco · h8 re del bianco · d2 pedone del nero · e2 re del nero | 6 |
| 5 | d8 torre del bianco · h8 re del bianco · d2 pedone del nero · e2 re del nero | d8 torre del bianco · h8 re del bianco · d2 pedone del nero · e2 re del nero | d8 torre del bianco · h8 re del bianco · d2 pedone del nero · e2 re del nero | d8 torre del bianco · h8 re del bianco · d2 pedone del nero · e2 re del nero | d8 torre del bianco · h8 re del bianco · d2 pedone del nero · e2 re del nero | d8 torre del bianco · h8 re del bianco · d2 pedone del nero · e2 re del nero | d8 torre del bianco · h8 re del bianco · d2 pedone del nero · e2 re del nero | d8 torre del bianco · h8 re del bianco · d2 pedone del nero · e2 re del nero | 5 |
| 4 | d8 torre del bianco · h8 re del bianco · d2 pedone del nero · e2 re del nero | d8 torre del bianco · h8 re del bianco · d2 pedone del nero · e2 re del nero | d8 torre del bianco · h8 re del bianco · d2 pedone del nero · e2 re del nero | d8 torre del bianco · h8 re del bianco · d2 pedone del nero · e2 re del nero | d8 torre del bianco · h8 re del bianco · d2 pedone del nero · e2 re del nero | d8 torre del bianco · h8 re del bianco · d2 pedone del nero · e2 re del nero | d8 torre del bianco · h8 re del bianco · d2 pedone del nero · e2 re del nero | d8 torre del bianco · h8 re del bianco · d2 pedone del nero · e2 re del nero | 4 |
| 3 | d8 torre del bianco · h8 re del bianco · d2 pedone del nero · e2 re del nero | d8 torre del bianco · h8 re del bianco · d2 pedone del nero · e2 re del nero | d8 torre del bianco · h8 re del bianco · d2 pedone del nero · e2 re del nero | d8 torre del bianco · h8 re del bianco · d2 pedone del nero · e2 re del nero | d8 torre del bianco · h8 re del bianco · d2 pedone del nero · e2 re del nero | d8 torre del bianco · h8 re del bianco · d2 pedone del nero · e2 re del nero | d8 torre del bianco · h8 re del bianco · d2 pedone del nero · e2 re del nero | d8 torre del bianco · h8 re del bianco · d2 pedone del nero · e2 re del nero | 3 |
| 2 | d8 torre del bianco · h8 re del bianco · d2 pedone del nero · e2 re del nero | d8 torre del bianco · h8 re del bianco · d2 pedone del nero · e2 re del nero | d8 torre del bianco · h8 re del bianco · d2 pedone del nero · e2 re del nero | d8 torre del bianco · h8 re del bianco · d2 pedone del nero · e2 re del nero | d8 torre del bianco · h8 re del bianco · d2 pedone del nero · e2 re del nero | d8 torre del bianco · h8 re del bianco · d2 pedone del nero · e2 re del nero | d8 torre del bianco · h8 re del bianco · d2 pedone del nero · e2 re del nero | d8 torre del bianco · h8 re del bianco · d2 pedone del nero · e2 re del nero | 2 |
| 1 | d8 torre del bianco · h8 re del bianco · d2 pedone del nero · e2 re del nero | d8 torre del bianco · h8 re del bianco · d2 pedone del nero · e2 re del nero | d8 torre del bianco · h8 re del bianco · d2 pedone del nero · e2 re del nero | d8 torre del bianco · h8 re del bianco · d2 pedone del nero · e2 re del nero | d8 torre del bianco · h8 re del bianco · d2 pedone del nero · e2 re del nero | d8 torre del bianco · h8 re del bianco · d2 pedone del nero · e2 re del nero | d8 torre del bianco · h8 re del bianco · d2 pedone del nero · e2 re del nero | d8 torre del bianco · h8 re del bianco · d2 pedone del nero · e2 re del nero | 1 |
|   | a                                                                            | b                                                                            | c                                                                            | d                                                                            | e                                                                            | f                                                                            | g                                                                            | h                                                                            |   |

I finali di questo tipo (re e torre contro re e pedone) possono essere vinti per il conducente della torre oppure patti, a seconda della posizione dei due re e dell'avanzamento del pedone. In rarissimi casi, generalmente derivati da altri tipi di finali per mezzo di una combinazione, si può avere la vittoria del colore con il pedone, tramite promozione a donna e conseguente trasposizione in un finale (generalmente vinto) di re e donna contro re e torre.
Il finale è sempre vinto dal giocatore in possesso della torre se il suo re si trova davanti al pedone, oppure se si trova nel suo quadrato e la torre è sulla colonna del pedone avversario; è spesso vinto anche senza tener conto di quest'ultima condizione, se la torre può rapidamente porsi dietro al pedone. Ovviamente, se il re avversario è lontano più di due caselle dal proprio pedone, e questo si trova prima della sesta traversa, la partita è vinta facilmente, andando a catturare il pedone.
Se il re dello stesso colore della torre è lontano dal pedone avversario, e questo si trova, sostenuto dal proprio re, almeno in sesta traversa, la partita è generalmente patta: ad esempio, nel diagramma qui riportato, il Bianco non può costringere il re nero a porsi davanti al pedone in modo da avvicinare il proprio re, ma non può nemmeno catturare il pedone senza essere a propria volta catturato; la partita è completamente patta.
La strategia generale si può quindi riassumere dicendo:
- il conducente della torre deve avvicinare il proprio re controllando il pedone avversario con la torre, meglio se posta dietro;
- il conducente del pedone deve avanzarlo sostenendolo col proprio re, in modo da costringere l'avversario a cambiarlo con la torre.

Una manovra tipica per ottenere questi risultati è chiamata aggiramento.

### 2 pedoni
|   | a                                                                                                 | b                                                                                                 | c                                                                                                 | d                                                                                                 | e                                                                                                 | f                                                                                                 | g                                                                                                 | h                                                                                                 |   |
| 8 | b8 torre del bianco · h8 re del bianco · h6 re del nero · d3 pedone del nero · e3 pedone del nero | b8 torre del bianco · h8 re del bianco · h6 re del nero · d3 pedone del nero · e3 pedone del nero | b8 torre del bianco · h8 re del bianco · h6 re del nero · d3 pedone del nero · e3 pedone del nero | b8 torre del bianco · h8 re del bianco · h6 re del nero · d3 pedone del nero · e3 pedone del nero | b8 torre del bianco · h8 re del bianco · h6 re del nero · d3 pedone del nero · e3 pedone del nero | b8 torre del bianco · h8 re del bianco · h6 re del nero · d3 pedone del nero · e3 pedone del nero | b8 torre del bianco · h8 re del bianco · h6 re del nero · d3 pedone del nero · e3 pedone del nero | b8 torre del bianco · h8 re del bianco · h6 re del nero · d3 pedone del nero · e3 pedone del nero | 8 |
| 7 | b8 torre del bianco · h8 re del bianco · h6 re del nero · d3 pedone del nero · e3 pedone del nero | b8 torre del bianco · h8 re del bianco · h6 re del nero · d3 pedone del nero · e3 pedone del nero | b8 torre del bianco · h8 re del bianco · h6 re del nero · d3 pedone del nero · e3 pedone del nero | b8 torre del bianco · h8 re del bianco · h6 re del nero · d3 pedone del nero · e3 pedone del nero | b8 torre del bianco · h8 re del bianco · h6 re del nero · d3 pedone del nero · e3 pedone del nero | b8 torre del bianco · h8 re del bianco · h6 re del nero · d3 pedone del nero · e3 pedone del nero | b8 torre del bianco · h8 re del bianco · h6 re del nero · d3 pedone del nero · e3 pedone del nero | b8 torre del bianco · h8 re del bianco · h6 re del nero · d3 pedone del nero · e3 pedone del nero | 7 |
| 6 | b8 torre del bianco · h8 re del bianco · h6 re del nero · d3 pedone del nero · e3 pedone del nero | b8 torre del bianco · h8 re del bianco · h6 re del nero · d3 pedone del nero · e3 pedone del nero | b8 torre del bianco · h8 re del bianco · h6 re del nero · d3 pedone del nero · e3 pedone del nero | b8 torre del bianco · h8 re del bianco · h6 re del nero · d3 pedone del nero · e3 pedone del nero | b8 torre del bianco · h8 re del bianco · h6 re del nero · d3 pedone del nero · e3 pedone del nero | b8 torre del bianco · h8 re del bianco · h6 re del nero · d3 pedone del nero · e3 pedone del nero | b8 torre del bianco · h8 re del bianco · h6 re del nero · d3 pedone del nero · e3 pedone del nero | b8 torre del bianco · h8 re del bianco · h6 re del nero · d3 pedone del nero · e3 pedone del nero | 6 |
| 5 | b8 torre del bianco · h8 re del bianco · h6 re del nero · d3 pedone del nero · e3 pedone del nero | b8 torre del bianco · h8 re del bianco · h6 re del nero · d3 pedone del nero · e3 pedone del nero | b8 torre del bianco · h8 re del bianco · h6 re del nero · d3 pedone del nero · e3 pedone del nero | b8 torre del bianco · h8 re del bianco · h6 re del nero · d3 pedone del nero · e3 pedone del nero | b8 torre del bianco · h8 re del bianco · h6 re del nero · d3 pedone del nero · e3 pedone del nero | b8 torre del bianco · h8 re del bianco · h6 re del nero · d3 pedone del nero · e3 pedone del nero | b8 torre del bianco · h8 re del bianco · h6 re del nero · d3 pedone del nero · e3 pedone del nero | b8 torre del bianco · h8 re del bianco · h6 re del nero · d3 pedone del nero · e3 pedone del nero | 5 |
| 4 | b8 torre del bianco · h8 re del bianco · h6 re del nero · d3 pedone del nero · e3 pedone del nero | b8 torre del bianco · h8 re del bianco · h6 re del nero · d3 pedone del nero · e3 pedone del nero | b8 torre del bianco · h8 re del bianco · h6 re del nero · d3 pedone del nero · e3 pedone del nero | b8 torre del bianco · h8 re del bianco · h6 re del nero · d3 pedone del nero · e3 pedone del nero | b8 torre del bianco · h8 re del bianco · h6 re del nero · d3 pedone del nero · e3 pedone del nero | b8 torre del bianco · h8 re del bianco · h6 re del nero · d3 pedone del nero · e3 pedone del nero | b8 torre del bianco · h8 re del bianco · h6 re del nero · d3 pedone del nero · e3 pedone del nero | b8 torre del bianco · h8 re del bianco · h6 re del nero · d3 pedone del nero · e3 pedone del nero | 4 |
| 3 | b8 torre del bianco · h8 re del bianco · h6 re del nero · d3 pedone del nero · e3 pedone del nero | b8 torre del bianco · h8 re del bianco · h6 re del nero · d3 pedone del nero · e3 pedone del nero | b8 torre del bianco · h8 re del bianco · h6 re del nero · d3 pedone del nero · e3 pedone del nero | b8 torre del bianco · h8 re del bianco · h6 re del nero · d3 pedone del nero · e3 pedone del nero | b8 torre del bianco · h8 re del bianco · h6 re del nero · d3 pedone del nero · e3 pedone del nero | b8 torre del bianco · h8 re del bianco · h6 re del nero · d3 pedone del nero · e3 pedone del nero | b8 torre del bianco · h8 re del bianco · h6 re del nero · d3 pedone del nero · e3 pedone del nero | b8 torre del bianco · h8 re del bianco · h6 re del nero · d3 pedone del nero · e3 pedone del nero | 3 |
| 2 | b8 torre del bianco · h8 re del bianco · h6 re del nero · d3 pedone del nero · e3 pedone del nero | b8 torre del bianco · h8 re del bianco · h6 re del nero · d3 pedone del nero · e3 pedone del nero | b8 torre del bianco · h8 re del bianco · h6 re del nero · d3 pedone del nero · e3 pedone del nero | b8 torre del bianco · h8 re del bianco · h6 re del nero · d3 pedone del nero · e3 pedone del nero | b8 torre del bianco · h8 re del bianco · h6 re del nero · d3 pedone del nero · e3 pedone del nero | b8 torre del bianco · h8 re del bianco · h6 re del nero · d3 pedone del nero · e3 pedone del nero | b8 torre del bianco · h8 re del bianco · h6 re del nero · d3 pedone del nero · e3 pedone del nero | b8 torre del bianco · h8 re del bianco · h6 re del nero · d3 pedone del nero · e3 pedone del nero | 2 |
| 1 | b8 torre del bianco · h8 re del bianco · h6 re del nero · d3 pedone del nero · e3 pedone del nero | b8 torre del bianco · h8 re del bianco · h6 re del nero · d3 pedone del nero · e3 pedone del nero | b8 torre del bianco · h8 re del bianco · h6 re del nero · d3 pedone del nero · e3 pedone del nero | b8 torre del bianco · h8 re del bianco · h6 re del nero · d3 pedone del nero · e3 pedone del nero | b8 torre del bianco · h8 re del bianco · h6 re del nero · d3 pedone del nero · e3 pedone del nero | b8 torre del bianco · h8 re del bianco · h6 re del nero · d3 pedone del nero · e3 pedone del nero | b8 torre del bianco · h8 re del bianco · h6 re del nero · d3 pedone del nero · e3 pedone del nero | b8 torre del bianco · h8 re del bianco · h6 re del nero · d3 pedone del nero · e3 pedone del nero | 1 |
|   | a                                                                                                 | b                                                                                                 | c                                                                                                 | d                                                                                                 | e                                                                                                 | f                                                                                                 | g                                                                                                 | h                                                                                                 |   |

Questo tipo di finali può terminare con un qualsiasi esito, tendendo tuttavia alla patta o alla vittoria del conducente dei pedoni. La ragione di questo fatto sta nella difficoltà per la torre, se non coadiuvata dal proprio re, di impedire la promozione di entrambi i pedoni: se infatti l'avversario riesce a promuoverne uno con il sostegno del proprio re, il giocatore che controlla la torre è costretto a scegliere tra due alternative pessime: o giocare un finale inferiore oppure cambiare la propria torre con la donna derivante dalla promozione; in quest'ultimo caso il risultato è determinato dalla posizione relativa del pedone superstite e del re, come in un comune finale di pedoni.
La torre ha partita persa quando i due pedoni sono uniti e in sesta traversa, e non è possibile catturarne uno alla mossa successiva o con uno scacco intermedio: ad esempio nella posizione del diagramma il Nero vince, perché il Bianco non può fermare entrambi i pedoni. Ad esempio la mossa 1.Td8 incontra la naturale risposta 1...e2, e se ora la torre cattura in d3 il Nero risponde 2...e1=D, vincendo.
Neppure 1.Tb2 o 1.Tb1 sono di aiuto, in quanto, dopo la successiva spinta di pedone, la cattura è impossibile a causa del sostegno offerto dal pedone più arretrato: il Nero si prepara a promuovere subito oppure alla mossa successiva, dopo aver spinto anche l'altro pedone.
Dare scacco non aiuta, in quanto non c'è modo di forzare la venuta del re in una casella in cui sia possibile dare scacco e attaccare un pedone contemporaneamente, oppure attaccare un pedone di infilata, dando scacco.

## Re, torre e pedone contro re e torre
|   | a                                                                                                  | b                                                                                                  | c                                                                                                  | d                                                                                                  | e                                                                                                  | f                                                                                                  | g                                                                                                  | h                                                                                                  |   |
| 8 | d8 torre del nero · g5 re del nero · d4 pedone del bianco · d3 re del bianco · f1 torre del bianco | d8 torre del nero · g5 re del nero · d4 pedone del bianco · d3 re del bianco · f1 torre del bianco | d8 torre del nero · g5 re del nero · d4 pedone del bianco · d3 re del bianco · f1 torre del bianco | d8 torre del nero · g5 re del nero · d4 pedone del bianco · d3 re del bianco · f1 torre del bianco | d8 torre del nero · g5 re del nero · d4 pedone del bianco · d3 re del bianco · f1 torre del bianco | d8 torre del nero · g5 re del nero · d4 pedone del bianco · d3 re del bianco · f1 torre del bianco | d8 torre del nero · g5 re del nero · d4 pedone del bianco · d3 re del bianco · f1 torre del bianco | d8 torre del nero · g5 re del nero · d4 pedone del bianco · d3 re del bianco · f1 torre del bianco | 8 |
| 7 | d8 torre del nero · g5 re del nero · d4 pedone del bianco · d3 re del bianco · f1 torre del bianco | d8 torre del nero · g5 re del nero · d4 pedone del bianco · d3 re del bianco · f1 torre del bianco | d8 torre del nero · g5 re del nero · d4 pedone del bianco · d3 re del bianco · f1 torre del bianco | d8 torre del nero · g5 re del nero · d4 pedone del bianco · d3 re del bianco · f1 torre del bianco | d8 torre del nero · g5 re del nero · d4 pedone del bianco · d3 re del bianco · f1 torre del bianco | d8 torre del nero · g5 re del nero · d4 pedone del bianco · d3 re del bianco · f1 torre del bianco | d8 torre del nero · g5 re del nero · d4 pedone del bianco · d3 re del bianco · f1 torre del bianco | d8 torre del nero · g5 re del nero · d4 pedone del bianco · d3 re del bianco · f1 torre del bianco | 7 |
| 6 | d8 torre del nero · g5 re del nero · d4 pedone del bianco · d3 re del bianco · f1 torre del bianco | d8 torre del nero · g5 re del nero · d4 pedone del bianco · d3 re del bianco · f1 torre del bianco | d8 torre del nero · g5 re del nero · d4 pedone del bianco · d3 re del bianco · f1 torre del bianco | d8 torre del nero · g5 re del nero · d4 pedone del bianco · d3 re del bianco · f1 torre del bianco | d8 torre del nero · g5 re del nero · d4 pedone del bianco · d3 re del bianco · f1 torre del bianco | d8 torre del nero · g5 re del nero · d4 pedone del bianco · d3 re del bianco · f1 torre del bianco | d8 torre del nero · g5 re del nero · d4 pedone del bianco · d3 re del bianco · f1 torre del bianco | d8 torre del nero · g5 re del nero · d4 pedone del bianco · d3 re del bianco · f1 torre del bianco | 6 |
| 5 | d8 torre del nero · g5 re del nero · d4 pedone del bianco · d3 re del bianco · f1 torre del bianco | d8 torre del nero · g5 re del nero · d4 pedone del bianco · d3 re del bianco · f1 torre del bianco | d8 torre del nero · g5 re del nero · d4 pedone del bianco · d3 re del bianco · f1 torre del bianco | d8 torre del nero · g5 re del nero · d4 pedone del bianco · d3 re del bianco · f1 torre del bianco | d8 torre del nero · g5 re del nero · d4 pedone del bianco · d3 re del bianco · f1 torre del bianco | d8 torre del nero · g5 re del nero · d4 pedone del bianco · d3 re del bianco · f1 torre del bianco | d8 torre del nero · g5 re del nero · d4 pedone del bianco · d3 re del bianco · f1 torre del bianco | d8 torre del nero · g5 re del nero · d4 pedone del bianco · d3 re del bianco · f1 torre del bianco | 5 |
| 4 | d8 torre del nero · g5 re del nero · d4 pedone del bianco · d3 re del bianco · f1 torre del bianco | d8 torre del nero · g5 re del nero · d4 pedone del bianco · d3 re del bianco · f1 torre del bianco | d8 torre del nero · g5 re del nero · d4 pedone del bianco · d3 re del bianco · f1 torre del bianco | d8 torre del nero · g5 re del nero · d4 pedone del bianco · d3 re del bianco · f1 torre del bianco | d8 torre del nero · g5 re del nero · d4 pedone del bianco · d3 re del bianco · f1 torre del bianco | d8 torre del nero · g5 re del nero · d4 pedone del bianco · d3 re del bianco · f1 torre del bianco | d8 torre del nero · g5 re del nero · d4 pedone del bianco · d3 re del bianco · f1 torre del bianco | d8 torre del nero · g5 re del nero · d4 pedone del bianco · d3 re del bianco · f1 torre del bianco | 4 |
| 3 | d8 torre del nero · g5 re del nero · d4 pedone del bianco · d3 re del bianco · f1 torre del bianco | d8 torre del nero · g5 re del nero · d4 pedone del bianco · d3 re del bianco · f1 torre del bianco | d8 torre del nero · g5 re del nero · d4 pedone del bianco · d3 re del bianco · f1 torre del bianco | d8 torre del nero · g5 re del nero · d4 pedone del bianco · d3 re del bianco · f1 torre del bianco | d8 torre del nero · g5 re del nero · d4 pedone del bianco · d3 re del bianco · f1 torre del bianco | d8 torre del nero · g5 re del nero · d4 pedone del bianco · d3 re del bianco · f1 torre del bianco | d8 torre del nero · g5 re del nero · d4 pedone del bianco · d3 re del bianco · f1 torre del bianco | d8 torre del nero · g5 re del nero · d4 pedone del bianco · d3 re del bianco · f1 torre del bianco | 3 |
| 2 | d8 torre del nero · g5 re del nero · d4 pedone del bianco · d3 re del bianco · f1 torre del bianco | d8 torre del nero · g5 re del nero · d4 pedone del bianco · d3 re del bianco · f1 torre del bianco | d8 torre del nero · g5 re del nero · d4 pedone del bianco · d3 re del bianco · f1 torre del bianco | d8 torre del nero · g5 re del nero · d4 pedone del bianco · d3 re del bianco · f1 torre del bianco | d8 torre del nero · g5 re del nero · d4 pedone del bianco · d3 re del bianco · f1 torre del bianco | d8 torre del nero · g5 re del nero · d4 pedone del bianco · d3 re del bianco · f1 torre del bianco | d8 torre del nero · g5 re del nero · d4 pedone del bianco · d3 re del bianco · f1 torre del bianco | d8 torre del nero · g5 re del nero · d4 pedone del bianco · d3 re del bianco · f1 torre del bianco | 2 |
| 1 | d8 torre del nero · g5 re del nero · d4 pedone del bianco · d3 re del bianco · f1 torre del bianco | d8 torre del nero · g5 re del nero · d4 pedone del bianco · d3 re del bianco · f1 torre del bianco | d8 torre del nero · g5 re del nero · d4 pedone del bianco · d3 re del bianco · f1 torre del bianco | d8 torre del nero · g5 re del nero · d4 pedone del bianco · d3 re del bianco · f1 torre del bianco | d8 torre del nero · g5 re del nero · d4 pedone del bianco · d3 re del bianco · f1 torre del bianco | d8 torre del nero · g5 re del nero · d4 pedone del bianco · d3 re del bianco · f1 torre del bianco | d8 torre del nero · g5 re del nero · d4 pedone del bianco · d3 re del bianco · f1 torre del bianco | d8 torre del nero · g5 re del nero · d4 pedone del bianco · d3 re del bianco · f1 torre del bianco | 1 |
|   | a                                                                                                  | b                                                                                                  | c                                                                                                  | d                                                                                                  | e                                                                                                  | f                                                                                                  | g                                                                                                  | h                                                                                                  |   |

I finali di torre e pedone contro torre sono stati tra i più analizzati e studiati in assoluto, in quanto sono quelli che si verificano più di frequente. Alle loro linee guida si possono poi ricondurre anche i finali di torre con più pedoni. Un intero manuale di 352 pagine tratta di questo finale da John Nunn: Secrets of Rook Endings. Inoltre la Encyclopedia of Chess Endings dedica ben 102 pagine all'analisi di 428 posizioni di questo tipo.
Il tema principale di questo finale è la promozione del pedone superstite. Se la promozione è possibile, eventualmente anche sacrificando la torre, ci si riporta ad uno dei finali di donna contro torre, che generalmente sono vinti, altrimenti lo scambio delle torri riporta ad un finale di re e pedone contro re.
Un esempio è riportato in diagramma. Muove il Bianco. Il pedone è in quarta traversa e il re è tagliato fuori. Il Bianco vince.

## Torre contro altri pezzi
In generale, la torre da sola non riesce a forzare la vittoria contro altri pezzi, ed anzi può trovarsi in pesante svantaggio, come in un finale di donna contro torre. Se la torre è aiutata da un altro pezzo, come un alfiere o un cavallo, la partita è in generale patta.
Torre e pezzo minore contro torre è teoricamente patta, ma torre e alfiere possono mettere in difficoltà l'avversario; torre e pezzo minore contro pezzo minore può essere vinta, ma può richiedere ben più di cinquanta mosse, sconfinando così nella patta, a causa della regola delle cinquanta mosse.
La coppia delle torri vince nella maggior parte delle situazioni, può però anche perdere contro una donna.